# Sebastian Kneißl
Sebastian Kneißl (* 13. Januar 1983 in Lindenfels) ist ein ehemaliger deutscher Fußballspieler und heutiger Kommentator und Experte.

## Leben und Karriere
Erster Verein seiner Kindheit war die KSG Mitlechtern. Über den FC Bensheim kam Kneißl 1998 zu Eintracht Frankfurt. Zu diesem Zeitpunkt hatte er bereits mehrere Spiele für die U-15-Nationalmannschaft absolviert und war erfolgreich in die U-18 gewechselt. Er galt zu diesem Zeitpunkt als eines der vielversprechendsten Nachwuchstalente.
Von Frankfurt wechselte er im Jahr 2000 in die englische Premier League, zum FC Chelsea. Doch mit der Übernahme des Vereins durch Roman Abramowitsch wurden viele internationale Stars eingekauft, so dass Kneißl nicht mehr berücksichtigt wurde.
Anfang 2004 wurde er nach Schottland an den FC Dundee verliehen, wo er im Frühjahr in der Meisterschaft elf Spiele bestritt und hierbei ein Tor (gegen Celtic Glasgow) erzielte. Im Sommer 2004 wurde er an den belgischen Verein VC Westerlo verliehen, wo ihm in zehn Partien jedoch kein Tor gelang. Er wechselte im Sommer 2005 vom FC Chelsea an die Salzach zu Wacker Burghausen, wo er in insgesamt 33 Spielen vier Treffer erzielte. In der Winterpause 2006/07 wechselte er ablösefrei zum Regionalligisten Fortuna Düsseldorf. Dort hatte er einen Vertrag bis zum Saisonende, mit der Option auf Verlängerung um ein weiteres Jahr, die der Verein allerdings nicht wahrnahm. Nach einem kurzen Intermezzo bei Wivenhoe Town ging er zur neuen Saison zum Bayernligisten SpVgg Weiden. Im Januar 2009 wechselte er zum 1. FC Schweinfurt 05 in der Staffel Nord der Landesliga Bayern (sechsthöchste deutsche Spielklasse). Er absolvierte neben dem Fußball eine Ausbildung zum Groß- und Außenhandelskaufmann beim Hauptsponsor von Schweinfurt. Danach machte er seinen Trainerschein und arbeitete als Trainer der Schweinfurter B-Jugend. Nach viereinhalb Jahren in Schweinfurt, in denen er mit ihnen in die Bayernliga aufstieg und Meister der Bayernliga 2013 wurde, verkündete er im Sommer 2013 mit dem erreichten Regionalligaaufstieg seinen Wechsel zum SV Heimstetten. Er lief in 13 Spielen in der Saison 2013/14 für Heimstetten auf und erzielte dabei drei Tore. Wegen Sportinvalidität verkündete er sein Karriereende.
Kneißl feierte im Juli 2015 beim SC Baldham-Vaterstetten in der Bezirksliga Oberbayern Ost sein Comeback und erzielte in der Saison 2016/17 in 22 Spielen 19 Tore, bevor er im Sommer 2016 als Spielertrainer zum SV Heimstetten II zurückkehrte. Er trainierte knapp 4,5 Jahre das Kreisligateam, bevor er im Februar 2020 beim SC Baldham-Vaterstetten Spielertrainer wurde.

## Persönliches
Im Sommer 2007 unterbrach Kneißl seine Fußballerkarriere für ein Jahr und arbeitete als Streetworker in London. Er veranstaltete damals Fußballtrainings für Kinder aus sozialen Brennpunkten.
Seit 2016 ist Kneißl Kolumnist und Experte bei Spox.com sowie Co-Kommentator und Experte beim Streaming-Dienst DAZN.

## Erfolge
- Vizeeuropameister mit der U-19-Nationalmannschaft